# Trần Mạnh Quỳ
Trần Mạnh Quỳ là nhà cách mạng và chính khách Việt Nam, Bí thư Tỉnh ủy Nghệ An, Phó Tổng Thanh tra Nhà nước, Thứ trưởng Bộ Thủy lợi.
Ông tham gia cách mạng từ 1930; hai lần làm Bí thư Tỉnh ủy Quảng Trị năm 1937 và 1976-1977.
Năm 1939 là Thường vụ Xứ ủy Trung Kỳ; Bí thư Tỉnh ủy Nghệ An.
Từ năm 1946 ông làm đại biểu Quốc hội nhiều khóa, là Ủy viên Tiểu ban Cải cách Ruộng đất của Quốc hội.
Trong kháng chiến chống Pháp ông chuyển sang quân đội, thực hiện công tác thanh tra trong quân đội, được phong Đại tá, Cục trưởng Cục dân quân toàn quốc 1952.
Sau năm 1954 ông làm Ủy viên Ủy ban Thường trực Quốc hội (đến 6/1958), Tổng thanh tra phó Ban Thanh tra trung ương của Chính phủ (1/1959 – 1965), kiêm chức Tổng Thanh tra Quân đội. Năm 1965 khi Chính phủ giải thể Thanh tra Nhà nước ông chuyển sang giữ chức Thứ trưởng Bộ Thủy lợi (1965 - 1968). Năm 1969 Ủy ban Thanh tra được tái lập, ông giữ chức Phó Chủ nhiệm Ủy ban Thanh tra Chính phủ.
Năm 1976 – 1977 ông giữ chức Bí thư Tỉnh ủy Quảng Trị.